# Che originali!
Che originali! ist eine Farsa in einem Akt des bayerischen Komponisten Johann Simon Mayr mit einem Libretto von Gaetano Rossi. Sie wurde am 18. Oktober 1798 im Teatro San Benedetto in Venedig uraufgeführt.

## Inhalt
Don Febeo, ein spießiger Bürger und fanatischer aber dilettantischer Musikliebhaber hat zwei Töchter: Aristea, die ganz in die Dichtung von Metastasio verliebt ist und aus diesem Grund „Metastasiasta“ genannt wird, und die hypochondrische Rosina. Der Vater will, dass beide Töchter begnadete Musikerinnen werden und einen Mann finden der ebenfalls beachtlichen musikalischen Erfolg hat.
Aristea ist schon mit Don Carolino verlobt, der zwar adelig, aber völlig unmusikalisch ist. Der Vater stellt sich gegen diese Beziehung. Don Carolino gibt nicht auf und verkleidet sich als berühmter Kapellmeister mit dem Namen Signor Semiminima.

## Geschichte
Das Libretto der Farsa stammt von Gaetano Rossi, der wiederum ein französisches Libretto als Vorlage nahm.
Bei der Uraufführung am 18. Oktober 1798 im Teatro San Benedetto in Venedig sangen Lorenzo Canobio (Don Febeo), Elisabetta Gafforini (Donna Aristea), Antonio Gordigiani (Don Carolino), Sofia Ricomini (Donna Rosina), Filippo Bandini (Biscroma), Carolina Altieri Costa (Celestina) und Antonio Roani (Carluccio).
Das Stück hatte in Venedig großen Erfolg und festigte den Ruhm von Mayr. Es wurde unter anderen Titeln mehrmals wieder aufgeführt: Il pazzo per la musica, La melomane, Il trionfo della musica, Il fanatico per la musica, La musicomania. Der Titel Musikomanie spiegelt wohl am ehesten den Inhalt wider.

## Aufnahmen
Vom 23. bis zum 25. November 1998 wurde Che originali! unter der Leitung von Franz Hauk im Theater Ingolstadt im Schloßhof Sandersdorf auf CD eingespielt.